# Haploblepharus edwardsii
Haploblepharus edwardsii é uma espécie de tubarão pertencente à família Scyliorhinidae, endémico às águas temperadas da costa sul-africana. Este tubarão é comum, encontrado no fundo ou perto do fundo de habitats arenosos ou rochosos, desde a zona entremarés até uma profundidade de 130 metros. Normalmente atingindo 60 centímetros de comprimento, a espécie tem um corpo e cabeça esbeltos e achatados. É caracterizado por uma série de marcas de cor laranja, com bordas escurecidas, e diversos pontos brancos no seu corpo. O Haploblepharus kistnasamyi, formalmente descrito em 2006, já foi considerado uma forma alternativa da espécie.
Quando ameaçado, o Haploblepharus edwardsii (e outros membros de seu género) se enrola em um círculo com a cauda cobrindo os olhos, dando origem aos nomes locais "shyshark" e "doughnut". É um predador que se alimenta principalmente de crustáceos, poliquetas e pequenos peixes ósseos. Este tubarão é ovíparo e as fêmeas depositam cápsulas de ovos isoladamente ou em pares em estruturas. Inofensivo para os seres humanos, a espécie é geralmente descartada por pescadores comerciais e recreativos por seu pequeno tamanho. Foi avaliado como ameaçado pela União Internacional para a Conservação da Natureza (UICN), pois toda a sua população está localizada dentro de uma área limitada e pode ser afetada por um aumento local na pressão da pesca ou degradação de habitat.

## Taxonomia e filogenia

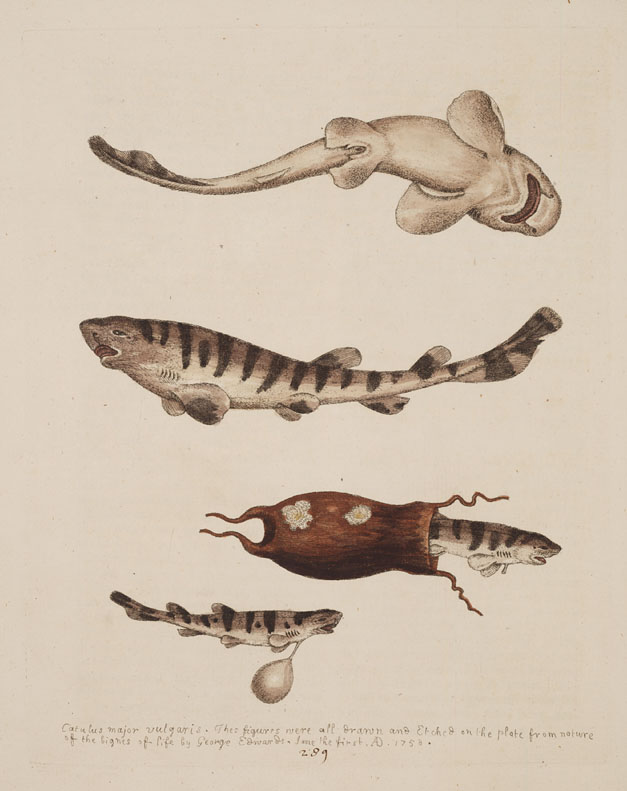
Gravura de George Edwards do H. edwardsii do livro Gleanings of natural history (1760)

A primeira referência conhecida ao Haploblepharus edwardsii na literatura foi pelo proeminente naturalista inglês George Edwards em 1760, com o nome de Catulus major vulgaris, de três indivíduos capturados no Cabo da Boa Esperança que desde então foram perdidos. Em 1817, o zoólogo francês Georges Cuvier descreveu esta espécie como "Scyllium D'Edwards", com base no relato de Edwards, embora não seja considerada como proposta para um verdadeiro nome científico. Em 1832, o zoólogo alemão Friedrich Siegmund Voigt traduziu a descrição de Cuvier sob o nome de Scyllium edwardsii, recebendo assim a atribuição da espécie. No entanto, em 2001, M.J.P. van Oijen descobriu que o naturalista suíço Heinrich Rudolf Schinz havia fornecido uma tradução anterior do texto de Cuvier com o nome científico apropriado em 1822 e, posteriormente, a Comissão Internacional de Nomenclatura Zoológica (ICZN) decidiu que esta espécie é devidamente atribuída a Schinz. Em 1913, o zoólogo americano Samuel Garman criou o novo gênero Haploblepharus para esta e outras espécies de tubarão.
Duas formas da espécie já foram reconhecidas: "Cape" e "Natal", que diferiam em aparência e preferências de habitat. Em 2006, a forma "Natal" foi descrita como uma nova espécie, o Haploblepharus kistnasamyi. Uma análise filogenética de 2006, baseada em três genes de DNA mitocondrial, descobriu que o Haploblepharus edwardsii é o membro mais basal de sua família, com uma relação com o clado que contém o Haploblepharus pictus e o Haploblepharus fuscus. O H. kistnasamyi não foi incluído no estudo, embora seja morfologicamente muito próximo desta espécie.  "Happy Eddie" é um termo usado por acadêmicos para este tubarão, e foi recentemente apresentado ao público como uma alternativa facilmente aos vernáculos ambíguos "shyshark" e "doughnut", que podem se aplicar a várias espécies e confundiram os esforços de pesquisa.

## Descrição

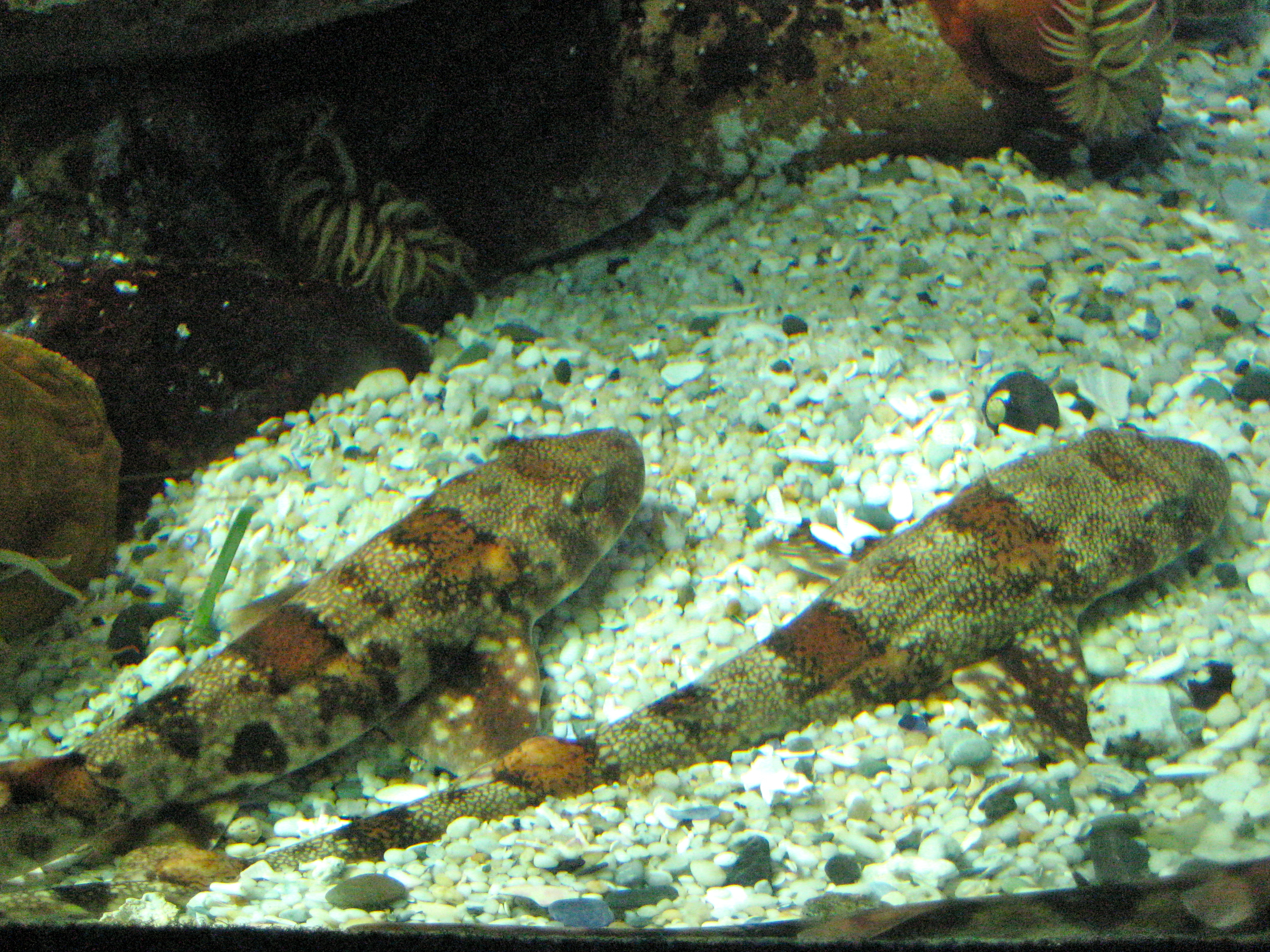
Happy Eddies têm um padrão distinto de marcas laranjas e pequenos pontos brancos

O H. edwardsii é mais esbelto do que outros do mesmo género, com uma cabeça curta, larga e achatada dorsalmente e um focinho estreitamente arredondado. Os olhos grandes e ovais têm pupilas em fenda semelhantes a gatos, uma membrana nictitante simples (uma terceira pálpebra protetora) e uma crista proeminente embaixo. As narinas são muito grandes, com um par de abas triangulares de pele muito expandidas na frente que se fundem e atingem a boca. Há um sulco profundo conectando a abertura exalante (saída) de cada narina à boca, obscurecida pelas abas nasais. A boca é curta com sulcos nos cantos de ambas as mandíbulas. Existem 26 a 30 fileiras de dentes no maxilar superior e 27 a 33 fileiras de dentes no maxilar inferior. O formato dos dentes é sexualmente dimórfico: os dos machos são mais longos e de três pontas, enquanto os das fêmeas são mais curtos e de cinco pontas. Excepcionalmente, as duas metades da mandíbula inferior são conectadas por uma cartilagem especial, que permite uma distribuição mais uniforme dos dentes e pode aumentar a força da mordida.
Os cinco pares de fendas branquiais estão posicionados um pouco na superfície superior do corpo. As barbatanas dorsal, pélvica e anal são todas de tamanho semelhante. As nadadeiras dorsais estão localizadas bem atrás do corpo, a primeira originando-se atrás das origens da nadadeira pélvica e a segunda atrás da origem da nadadeira anal. As barbatanas peitorais são largas e de tamanho moderado. A barbatana caudal curta e larga compreende cerca de um quinto do comprimento do corpo e tem um entalhe ventral profundo perto da ponta do lobo superior e um lobo inferior pouco desenvolvido. A pele é espessa e coberta por dentículos dérmicos em forma de folha bem calcificados. A coloração dorsal consiste em um fundo marrom claro a escuro com uma série de 8-10 marcantes marcas amareladas a marrom avermelhadas com margens mais escuras, todas cobertas por uma profusão de pequenas manchas brancas. A parte de baixo é branca. Esta espécie atinge um comprimento de 60 centímetros, com um registro máximo de 69 centímetros. Os tubarões encontrados a oeste do Cabo das Agulhas são menores do que os encontrados a leste, atingindo apenas 48 centímetros de comprimento.

## Distribuição e habitat
O alcance da espécie é limitado à plataforma continental ao longo da costa da África do Sul, de Langebaan, na Província do Cabo Ocidental até a costa ocidental da Baía de Algoa. Registros anteriores de que foi encontrado tão ao norte quanto Durban agora são considerados erros de identificação de outras espécies. Este tubarão é bêntico, sendo mais comum em fundos arenosos ou rochosos. É encontrado em águas progressivamente mais profundas em direção à porção nordeste de seu alcance, de 0–15 metros ao largo da Cidade do Cabo a 40–130 metros ao largo de KwaZulu-Natal; esse padrão de distribuição pode refletir a preferência desse tubarão por águas mais frias.

## Biologia e ecologia

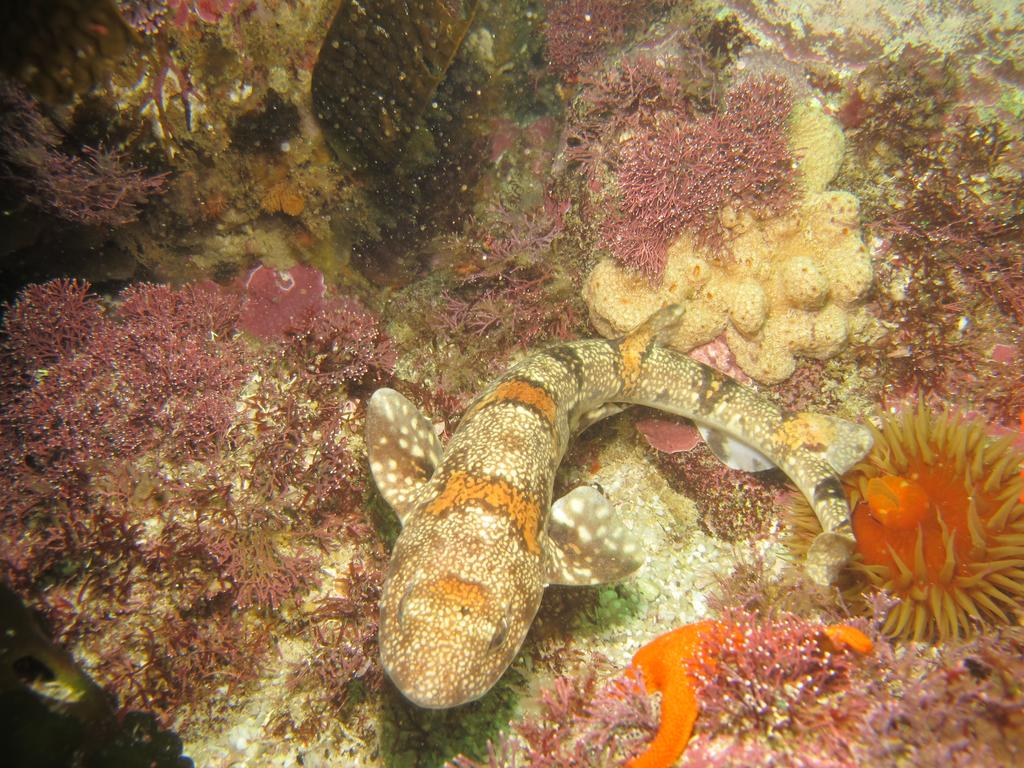
O Happy Eddie é uma espécie bêntica e vagarosa

Bastante comum em seu pequeno alcance, a vagarosa e reclusiva espécie é frequentemente vista deitada no fundo do mar. É gregária e vários indivíduos podem descansar juntos. Um predador generalista com dentição ávida, o H. edwardsii é conhecido por capturar uma variedade de pequenas presas bentônicas: crustáceos (incluindo caranguejos, camarões, lagostins, lacraias-do-mar e caranguejos-eremitas), anelídeos (incluindo poliquetas), peixes ósseos (incluindo anchovas, carapaus e gobies), cefalópodes (incluindo lulas) e farelos de peixes. No geral, o componente mais importante da dieta deste tubarão são os crustáceos, seguidos pelas poliquetas e depois pelos peixes. Os machos parecem preferir poliquetas, enquanto as fêmeas preferem crustáceos. Um indivíduo foi observado atacando um polvo-comum (Octopus vulgaris) arrancando um tentáculo com um movimento de torção.
A espécie é predada por peixes maiores, como o cação-bruxa (Notorynchus cepedianus). O lobo-marinho-australiano (Arctocephalus pusillus pusillus) foi documentado capturando e brincando com o tubarão, jogando-os no ar ou roendo-os. O tubarão é frequentemente ferido ou morto durante esses encontros; a foca pode comer pedaços arrancados de carne, mas raramente consome o tubarão inteiro. Ocasionalmente, gaivotãos (Larus dominicanus vetula) aproveitam esse comportamento e roubam os tubarões das focas. Quando ameaçado ou perturbado, o H. edwardsii adota uma postura característica em que se enrola em um anel e cobre os olhos com a cauda; esta reação é a base para os nomes comuns "shyshark" e "doughnut", e provavelmente tem o objetivo de tornar o tubarão mais difícil para um predador engolir.
Os ovos da espécie são alimentados pelos búzios Burnupena papyracea e B. lagenaria, pelo menos em cativeiro. Os parasitas conhecidos desta espécie incluem o tripanossoma Trypanosoma haploblephari, que infesta o sangue, o nematódeo Proleptus obtusus, que infesta o intestino, e os copépodes Charopinus dalmanni e Perissopus oblongatus, que infestam a pele. Outro parasita é o estágio larval praniza do isópodo Gnathia pantherina, que infesta as narinas, boca e brânquias. As peças bucais de penetração profunda dessas larvas danificam significativamente o tecido local, causando sangramento e inflamação.

### Vida

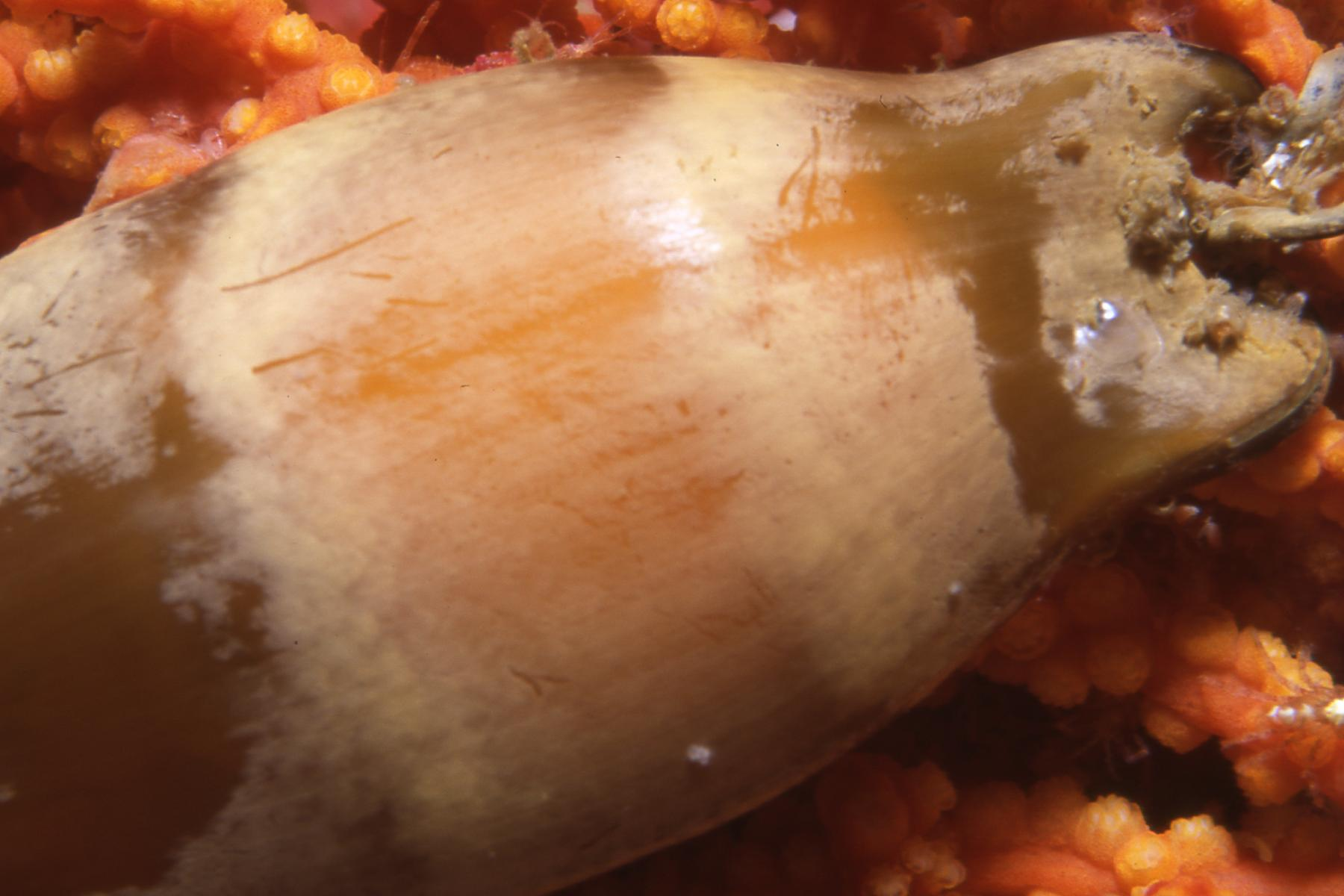
As cascas de ovo desse tubarão têm um padrão de coloração diferente de outros tubarões "shyshark"

A espécie é ovípara; não há estação reprodutiva distinta e a reprodução ocorre durante todo o ano. As fêmeas depositam as cápsulas de ovos uma ou duas de cada vez, prendendo-as a estruturas verticais, como corais moles. As cápsulas de ovos de paredes finas são marrons com faixas transversais claras distintas; e têm uma textura ligeiramente peluda e longas gavinhas adesivas nos cantos. Eles são menores do que os de outras espécies de "shyshark", medindo 3,5–5 centímetros de comprimento e 1,5–3 centímetros de diâmetro. O jovem tubarão eclode após três meses e mede cerca de 9 centímetros de comprimento. O comprimento de maturação para ambos os sexos foi relatado entre 35 e 55 centímetros por várias fontes; esse alto grau de variação pode refletir diferenças regionais, pois os tubarões de águas mais profundas na parte leste de sua área de distribuição parecem amadurecer em um tamanho maior do que os do oeste. A idade de maturação é estimada em cerca de 7 anos, e a expectativa de vida máxima é de pelo menos 22 anos.

## Interações humanas
Inofensivo para os humanos, o H. edwardsii pode ser facilmente capturado com a mão. Não visado pela pesca comercial devido ao seu pequeno tamanho, é capturado incidentalmente e descartado por pescadores de arrasto de fundo que operam entre Mossel Bay e East London, e por barcos de pesca em False Bay. Muitos são fisgados por pescadores recreativos em praias, que também geralmente os descartam ou os matam. Alguma exploração local desta espécie ocorre para isca de lagosta e para o comércio de aquários. A União Internacional para a Conservação da Natureza (UICN) avaliou a espécie como ameaçada de extinção. O pequeno alcance deste tubarão encontra-se inteiramente dentro de uma região fortemente pescada, e qualquer aumento nas atividades de pesca ou degradação do habitat pode afetar toda a população.